# Mistrzostwa świata w futbolu amerykańskim mężczyzn
Mistrzostwa świata w futbolu amerykańskim – cyklicznie rozgrywane turnieje najlepszych męskich reprezentacji krajowych w futbolu amerykańskim na świecie, organizowane od 1999 roku przez Międzynarodową Federację Futbolu Amerykańskiego. Obrońca tytułu i gospodarz turnieju, mają zagwarantowane prawo uczestnictwa w imprezie bez eliminacji, które wyłaniają pozostałych finalistów. Reprezentacja Stanów Zjednoczonych złożona z zawodników College football, po raz pierwszy w rozgrywkach wzięła udział w 2007 roku.

## Wyniki
| Rok            | Kraj              |                   | Finał           | Finał     | Finał   |       | Mecz o trzecie miejsce | Mecz o trzecie miejsce | Mecz o trzecie miejsce |
| Rok            | Kraj              | Zwycięzca         | Wynik           | Finalista | Trzeci  | Wynik | Czwarty                |                        |                        |
| 1999 Szczegóły | Włochy            | Japonia           | 6-0 (p.d.)      | Meksyk    | Szwecja | 38-13 | Włochy                 |                        |                        |
| 2003 Szczegóły | Niemcy            | Japonia           | 34-14           | Meksyk    | Niemcy  | 36-7  | Francja                |                        |                        |
| 2007 Szczegóły | Japonia           | Stany Zjednoczone | 23-20 (p. 2 d.) | Japonia   | Niemcy  | 7-0   | Szwecja                |                        |                        |
| 2011 Szczegóły | Austria           | Stany Zjednoczone | 50-7            | Kanada    | Japonia | 17-14 | Meksyk                 |                        |                        |
| 2015 Szczegóły | Stany Zjednoczone | Stany Zjednoczone | 59-12           | Japonia   | Meksyk  | 20-7  | Francja                |                        |                        |

### Bilans krajów
| Kraj              | 1999 6    | 2003 4    | 2007 6    | 2011 8    | 2015 7    |
| ----------------- | --------- | --------- | --------- | --------- | --------- |
| Australia         | 5 miejsce | -         | -         | 8 miejsce | 5 miejsce |
| Austria           | -         | -         | -         | 7 miejsce | -         |
| Brazylia          | -         | -         | -         | -         | 7 miejsce |
| Finlandia         | 6 miejsce | -         | -         | -         | -         |
| Francja           | -         | 4 miejsce | 6 miejsce | 6 miejsce | 4 miejsce |
| Niemcy            | -         | 3 miejsce | 3 miejsce | 5 miejsce | -         |
| Włochy            | 4 miejsce | -         | -         | -         | -         |
| Japonia           | 1 miejsce | 1 miejsce | 2 miejsce | 3 miejsce | 2 miejsce |
| Meksyk            | 2 miejsce | 2 miejsce | -         | 4 miejsce | 3 miejsce |
| Kanada            | -         | -         | -         | 2 miejsce | -         |
| Korea Południowa  | -         | -         | 5 miejsce | -         | 6 miejsce |
| Szwecja           | 3 miejsce | -         | 4 miejsce | -         | -         |
| Stany Zjednoczone | -         | -         | 1 miejsce | 1 miejsce | 1 miejsce |